# أنتيمس

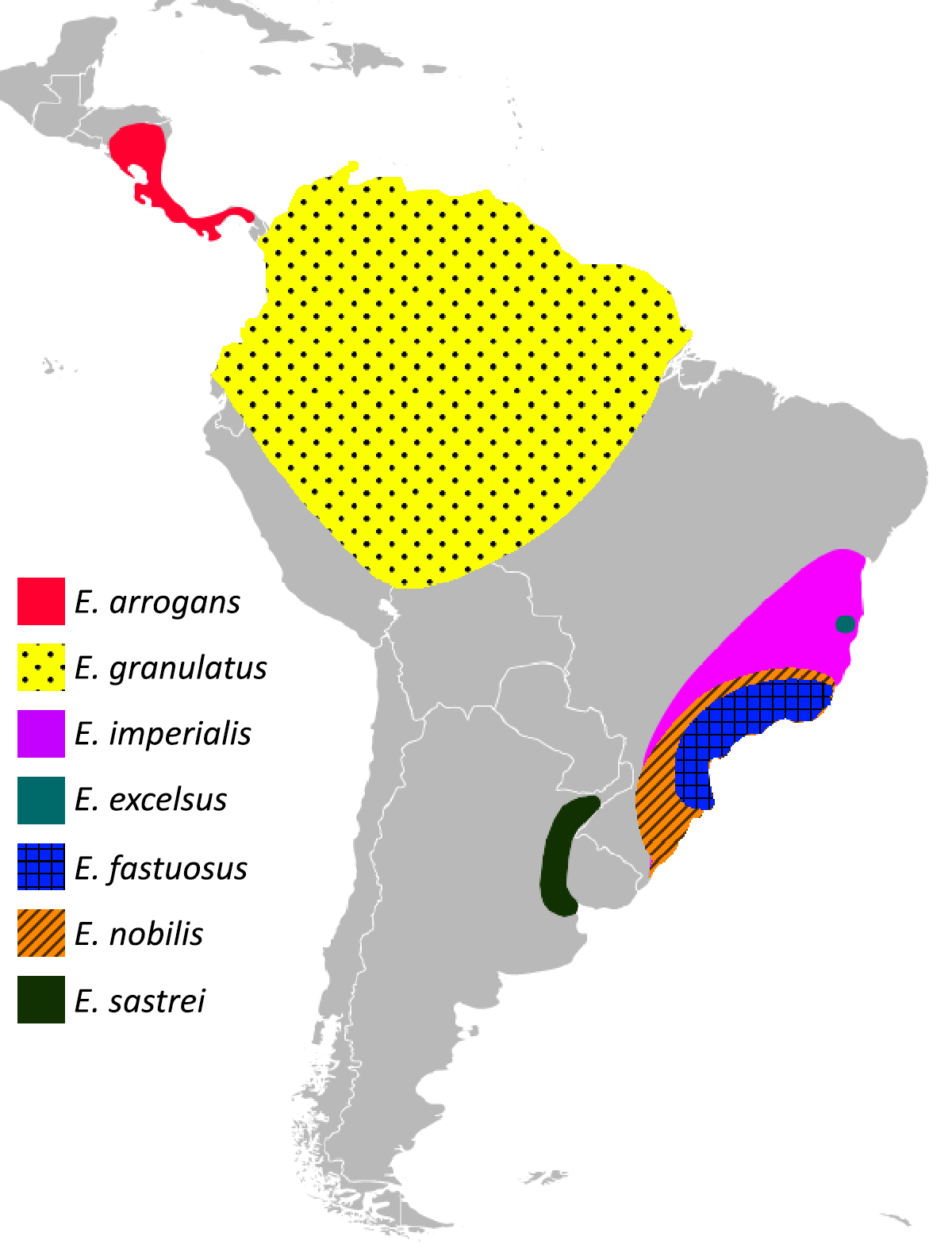
التوزيع الجغرافي لأنواع أنتيمُس

أنْتِيمُس (الاسم العلمي: Entimus)، جنس حشرات من غمديات الأجنحة وفصيلة السوسيات الحقيقية. أنواعه سبعة.

## الوصف
أجسامها كبيرة القد تطول من 12 إلى 45 مم (0.47–1.77 بوصة). أثوابها تتراوح من الأخضر المذهب إلى الأزرق والذهبي.

## التوزيع
تتوزع أنواعه من أمريكا الوسطى إلى شمال شرق الأرجنتين.